# Juan David Jiménez
Juan David Jiménez (n. Bogotá, Colombia; 12 de marzo de 1994) es un futbolista colombiano. Juega de mediocampista y su equipo actual es Técnico Universitario de la Serie A de Ecuador.

## Trayectoria
Inició su carrera en el Fortaleza Fútbol Club en el año 2015, ahí debutó en la Primera B de Colombia bajo la dirección técnica de Nilton Bernal, exactamente el 19 de abril de 2015 en el empate 1–1 con Deportes Quindío, entró al cambio al minuto 67 por Jhon Duque.
Con la camiseta de Fortaleza fue subcampeón del torneo 2015, lo que le valió el ascenso a Primera Categoría A, el primero en su carrera. Fue ratificado en 2016 y debutó en la máxima división colombiana el 6 de abril de 2016 en el partido de la fecha 5 ante Atlético Nacional de Medellín, fue derrota 4–1.
Marca su primer gol en torneos profesionales de Colombia el 16 de abril de 2017 ante Barranquilla Fútbol Club, convirtió el segundo gol a los 58 minutos en la victoria de Fortaleza por 2–1. En enero de 2018 fue cedido a préstamo al Atlético Bucaramanga, ha participado en varios partidos en diferentes ediciones de la Copa Colombia con Atlético Bucaramanga y Fortaleza.
En enero de 2020, Jiménez firmó con Técnico Universitario de Ambato en Ecuador, siendo esta su primera experiencia internacional. Hizo su debut el 16 de febrero contra Barcelona Sporting Club en el estadio Monumental Isidro Romero Carbo, el resultado final fue empate 0–0 en la fecha 1 de la LigaPro Banco Pichincha.

## Estadísticas

### Clubes
Actualizado al último partido disputado el 17 de agosto de 2025.
| Fortaleza F. C. · Colombia |               |               |     |    |    |    |    |     |     |       |       |
| 2.ª | 2015          | 10            | 0   | 4  | 0  | -- | -- | 14  | 0   | 0.00  |       |
| 1.ª | 2016-I        | 8             | 0   | 5  | 0  | -- | -- | 13  | 0   | 0.00  |       |
| 1.ª | 2016-II       | 12            | 0   | 0  | 0  | -- | -- | 12  | 0   | 0.00  |       |
| 2.ª | 2017          | 29            | 1   | 1  | 0  | -- | -- | 30  | 1   | 0.033 |       |
| 2.ª | 2019          | 34            | 0   | 2  | 0  | -- | -- | 36  | 0   | 0.00  |       |
| Total club | Total club    | 93            | 1   | 12 | 0  | -- | -- | 105 | 1   | 0.010 |       |
| Atlético Bucaramanga · Colombia |               |               |     |    |    |    |    |     |     |       |       |
| 1.ª | 2018-I        | 11            | 0   | 2  | 0  | -- | -- | 13  | 0   | 0.00  |       |
| 1.ª | 2018-II       | 13            | 0   | 1  | 0  | -- | -- | 14  | 0   | 0.00  |       |
| Total club | Total club    | 24            | 0   | 3  | 0  | -- | -- | 27  | 0   | 0.00  |       |
| Técnico Universitario · Ecuador |               |               |     |    |    |    |    |     |     |       |       |
| 1.ª | 2020          | 30            | 1   | 0  | 0  | -- | -- | 30  | 1   | 0.033 |       |
| 1.ª | 2021          | 30            | 1   | 0  | 0  | -- | -- | 30  | 1   | 0.033 |       |
| 1.ª | 2022          | 25            | 0   | 1  | 0  | -- | -- | 26  | 0   | 0.00  |       |
| 1.ª | 2023          | 30            | 0   | 0  | 0  | -- | -- | 30  | 0   | 0.00  |       |
| 1.ª | 2024          | 11            | 0   | 2  | 0  | 1  | 0  | 14  | 0   | 0.00  |       |
| 1.ª | 2025          | 20            | 0   | 0  | 0  | 0  | 0  | 20  | 0   | 0.00  |       |
| Total club | Total club    | 146           | 2   | 3  | 0  | 1  | 0  | 150 | 2   | 0.013 |       |
| Total carrera | Total carrera | Total carrera | 263 | 3  | 18 | 0  | 1  | 0   | 282 | 3     | 0.011 |
| (1) Incluye datos de Copa Colombia y Copa Ecuador. (2) Incluye datos de Copa Libertadores y Copa Sudamericana. (3) No incluye goles en partidos amistosos. |               |               |     |    |    |    |    |     |     |       |       |